# Wilhelm Ringelband
Wilhelm Ringelband (* 7. Oktober 1921 in Frankfurt am Main; † 11. Oktober 1981 in Bensheim) war ein deutscher Theaterkritiker, der heute vor allem als Stifter des Gertrud-Eysoldt-Rings bekannt ist.

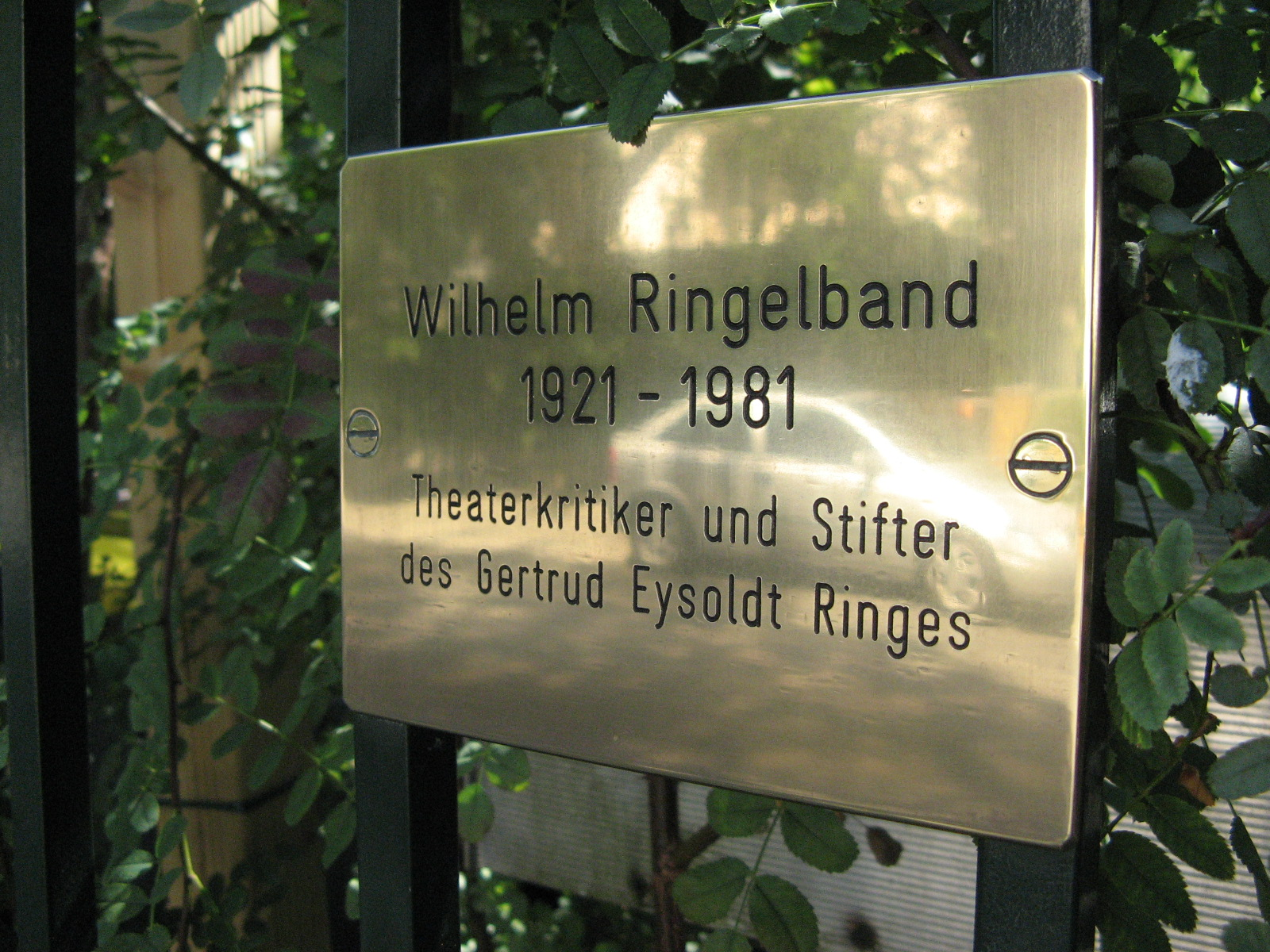
Gedenkplakette am Ringelbandhaus in Frankfurt-Eschersheim

## Leben
Wilhelm Ringelband wurde in Frankfurt geboren, wo er mit seinen Eltern Oberstleutnant Friedrich Wilhelm Ringelband und Johanna, geb. Wegert, in einer kleinen Jugendstilvilla im Stadtteil Eschersheim lebte. Mit 16 Jahren sah er am Frankfurter Schauspielhaus Strindbergs Totentanz mit Paul Wegener. Auf diese Inszenierung führte er später seine Leidenschaft für das Theater zurück.
Nach dem Notabitur in Bad Godesberg wurde Ringelband zur Wehrmacht eingezogen. Im Krieg chronisch erkrankt, zog er 1944 nach Auerbach bei Bensheim. Wilhelm Ringelband war finanziell weitgehend unabhängig und konnte daher ab 1945 ausschließlich seiner Leidenschaft für Theater und Film nachgehen. Er veröffentlichte in über 30 Zeitungen Kritiken, Nachrufe und Jahreschroniken.
Wilhelm Ringelband stand unter anderem mit der Schauspielerin Gertrud Eysoldt in engem Briefkontakt. „Bis zu ihrem Tod 1955“, schreibt ihr Biograf Carsten Niemann, „blieb Gertrud Eysoldt für den jungen Ringelband der entscheidende Ratgeber, und das, ohne daß sie sich jemals persönlich begegnet wären“.